# Shirley Bassey

Toma dedicada da Shirley Bassey a Pino Presti al final de la gira en Italia en 1970

Shirley Veronica Bassey (Cardiff, Gales; 8 de enero de 1937), conocida como Shirley Bassey, es una cantante británica (galesa), conocida mundialmente por ser la intérprete musical que más veces ha cantado una canción para una película de James Bond. En concreto, interpretó el tema principal en tres películas de la saga del más célebre agente del servicio secreto británico: Goldfinger, Moonraker y Diamantes para la eternidad. Es ampliamente reconocida como una de las cantantes más populares de la Gran Bretaña. En 1999, fue honrada como Dama (DBE), nombramiento otorgado por la Reina Isabel. Nacida en Cardiff, inició su carrera siendo una adolescente en 1953. En 1959 fue la primera persona de Gales en tener un número uno en las listas británicas. En las siguientes décadas, amasó 27 éxitos que llegaron a los Top 40 del Reino Unido, incluidos dos número uno. Fue bien conocida por grabar la banda sonora del tema de las películas Goldfinger, de 1964, Diamonds Are Forever, de 1971, y Moonraker, de 1979, todas de James Bond. En 2020 fue la primera cantante que tuvo un álbum dentro del Top 40 de las listas del Reino Unido en siete décadas consecutivas con su álbum I Owe It All To You (Te lo debo todo a ti).
Bassey ha tenido también numerosos especiales para la televisión BBC y huésped de sus programas de variedd Shirley Bassey. En 2011, la BBC sacó al aire una película basada en su vida y en su carrera. Desde que hizo su primera aparición en el Royal Albert Hall en 1971, se ha presentado 45 veces. Bassey recibió el primer galardón para la Mejor Cantante Británica en el primer británico en 1977. Fue honrada como Dame en 1999 por los servicios realidos para las artes. En 2003, fue colocada entre las 100 grandes británicos negros. Su canción Goldfinger fue inducida dentro del Salón de la Fama de los Grammy en 2008. Ha sido influencia para muchos otros cantantes, incluida Aretha Franklin.
En una carrera musical que abarca 70 años, Bassey ha vendido 140 millones de discos en el mundo, siendo una de las mejores vendedoras femeninas en la historia. Es la primera mujer en la historia de tener álbum en el Top 40 por siete décadas consecutivas en el Reino Unido.

## Biografía
Shirley Bassey nació en Tiger Bay, un barrio de la ciudad de Cardiff, Gales, en 1937, siendo la séptima hija del matrimonio formado por un pescador de origen nigeriano y una joven inglesa de Yorkshire.
A los quince años tuvo que abandonar la escuela para trabajar como empaquetadora en una fábrica local. Al mismo tiempo, cantaba en clubes y pubs para ganarse algún dinero extra. En 1953 firmó un contrato para protagonizar un musical basado en la vida de Al Jolson. Ese año, y con tan solo 16 años, tuvo a su primera hija, Sharon, por lo que tuvo que abandonar el mundo de la música para cuidar de la pequeña. Pero, en 1955, volvió a encauzar su carrera musical y protagonizó el musical de Al Read "Such Is Life". A partir de ese momento, la carrera de Shirley Bassey ascendió de forma imparable con continuos éxitos en las listas de sencillos británicas.
Su primer sencillo "Burn My Candle" fue lanzado cuando ella tenía 17 años, mientras que su primer éxito en las listas de popularidad lo obtuvo con la canción "The Banana Boat Song", que llegó al #8 de las listas británicas en 1957. Canciones como "As I Love You", "As Long As He Needs Me" y "Reach For the Stars" también llegaron a los primeros lugares entre 1958 y 1961; pero fue en 1964 que logró la fama mundial al interpretar la canción principal de la película de James Bond "Goldfinger". Su voz se asoció tanto a esta saga cinematográfica que también cantaría las canciones en los filmes "Diamonds Are Forever"(1971) y "Moonraker"(1979)

### Matrimonios e hija
Su primer matrimonio fue con Kenneth Hume en 1961, y la relación duró hasta 1965. En 1968 se casó con Sergio Novak, con quien tuvo a su hija Samantha. La pareja se divorció en 1977.
En 1985, Samantha fue encontrada muerta colgando del puente de Clifton, en Bristol, en lo que fue considerado un suicidio, explicación a la que la propia Bassey sigue oponiéndose desde entonces.

## Honores
En reconocimiento a su larga carrera y debido a una admiración particular de la familia real, Bassey fue nombrada Dama Comendadora del Imperio Británico el 31 de diciembre de 1999, razón por la cual es llamada con el tratamiento Dame. Además, es poseedora de la Legión de Honor otorgada por el gobierno francés. Bassey recibió las Llaves de su ciudad natal, Cardiff, en una ceremonia en el Ayuntamiento, el 17 de mayo de 2019.
Actualmente reside en Mónaco.
Su canción "This Is My Life" ha sido utilizada para el último anuncio de Heineken "One Green Bottle" (2009).

## Discografía selecta

### Álbumes en el Reino Unido
- Bewitching Miss Bassey

#### Emi Columbia
- Fabulous Shirley Bassey (#12 1961).
- Shirley (#9 1961).
- Shirley Bassey (#14 1962).
- Let's Face The Music (#12 1962).
- Shirley Bassey At The Pigalle (#15 1965).

#### Emi United Artists
- I've Got A Song For You (#26 1966).
- 12 Of Those Songs (#38 1968).
- This Is My Life(1968).
- La Vita - This Is My Life (1968 / Lanzado solo en Italia).
- Golden Hits Of Shirley Bassey (#28 1968).
- Live At Talk Of The Town (#38 1970).
- Something (#5 1970).
- Something Else (#7 1971).
- Big Spender (#27 1971).
- It's Magic (#32 1971).
- The Fabulous Shirley Bassey (#48 1971).
- What Now My Love (#17 1971).
- The Shirley Bassey Collection (#37 1972).
- And I Love You So(#24 1972).
- I Capricorn (#13 1972).
- Never Never Never (#10 1973).
- Nobody Does It Like Me (1974).
- The Shirley Bassey Singles Album (#2 1975).
- Good Bad But Beautiful (#13 1975).
- Love Life and Feelings (#13 1976).
- Thoughts Of Love (#15 1976).
- You Take My Heart Away (#34 1977).
- 25th Anniversary Album (#3 1978).
- The Magic Is You (#40 1978).
- What I Did For Love (1979).
- Love Songs (#48 1982).
- I Am What I Am (#25 1984).
- La Mujer (1987).
- Keep The Music Playing (#25 1991).
- The Best Of Shirley Bassey (#27 1992).
- Sings Andrew Lloyd Webber (#34 1993).
- Sings The Movies (#24 1995).
- The Show Must Go On (#47 1996).
- The Birthday Concert (1997).
- The Remix Album: Diamonds Are Forever (#62 2000).
- The Greatest Hits- This Is My Life (#54 2000).
- Thank You For The Years (#19 2003).
- The Columbia/EMI Singles Collection (2006).

### Sencillos en el Reino Unido
- "Banana Boat Song" (#8 1957) (Debut en la lista de popularidad del Reino Unido).
- "Fire Down Below" (#30 1957).
- "You, You Romeo" (#29 1957).
- "Kiss Me, Honey Honey, Kiss Me" (#3 1958).
- "As I Love You" (1959) (Primer número uno).
- "With These Hands" (#31 1960).
- "As Long As He Needs Me" (1960) (Número 2, con 30 semanas en la lista de popularidad).
- "Reach For The Stars" / "Climb Ev'ry Mountain (1961) (Segundo número uno).
- "I'll Get By" (#10 1961).
- "Tonight" (#21 1962).
- "Ave Maria" (#31 1962).
- "Far Away (#24 1962).
- "What Now My Love" (# 5 1962).
- "What Kind Of Fool Am I" (#47 1963).
- "I (Who Have Nothing)" (#6 1963).
- "My Special Dream" (#32 1964).
- "Gone" (#36 1964).
- "Goldfinger" (#21 1964) (Canción titular de la película homónima).
- "No Regrets" (#39 1965).
- "Big Spender" (#21 1967).
- "Something" (#4 1970) (empató aThe Beatles original en el lugar 4).
- "The Fool On The Hill" (#48 1971).
- "Diamonds Are Forever" (#38 1972) (Tema principal de la película homónima).
- "Where Do I Begin (Love Story)" (#34 1971) (Tema usado en la serie Nip/Tuck).
- "For All We Know" (#6 1972).
- "Never Never Never" (#8 1973).
- "The Rhythm Divine" (#54 1987) (Yello presentando a Shirley Bassey).
- "Disco" La Passione" (#41 1996) (Dueto Con Chris Rea).
- "History Repeating" (#19 1997) (Aparece en la banda sonora de There's Something About Mary).
- "World in Union" (#35 1999) (Canción oficial de la Copa del Mundo de Rugby) - con Bryn Terfel.
- "The Living Tree" (2007).

### Sencillos en los Estados Unidos
- Goldfinger.
- Diamonds Are Forever.
- "Never, Never, Never (Grande, Grande, Grande)".
- Something.
- It's Yourself.
- Davy.

### Sencillos en Italia
- La vita/Without A Word (1968).
- Domani domani/Pronto sono io (1968).
- Yes/To Give (1968).
- E' giorno/If You Go Away (1968).
- Chi si vuole bene come noi/Epirops (1968).
- Com'è piccolo il mondo/Manchi solo tu (1968).
- Concerto d'autunno/You Are My Way Of Life (1969).
- Ora che sei qui/Something (1970).